# Liopholis
Liopholis Fitzinger, 1843 è un genere di sauri della famiglia Scincidae.

## Tassonomia
Il genere comprende le seguenti specie:
- Liopholis guthega (Donnellan, Hutchinson, Dempsey & Osborne, 2002)
- Liopholis inornata (Rosén, 1905)
- Liopholis kintorei (Stirling & Zietz, 1893)
- Liopholis margaretae (Storr, 1968)
- Liopholis modesta (Storr, 1968)
- Liopholis montana (Donnellan, Hutchinson, Dempsey & Osborne, 2002)
- Liopholis multiscutata (Mitchell & Behrndt, 1949)
- Liopholis pulchra (Werner, 1910)
- Liopholis slateri (Storr, 1968)
- Liopholis striata (Sternfeld, 1919)
- Liopholis whitii (Lacépède, 1804)